# Clutch (magazine)
Pour les articles homonymes, voir Clutch.
Clutch est un magazine français consacré à l'actualité culturelle de la métropole toulousaine associant dossier de fond, interview, news, portfolio artistique et agenda pratique. Son premier numéro paraît en septembre 2012 et est publié par la société coopérative et participative (Scop) Editions 138 qui regroupe notamment une partie de l'ancienne équipe du magazine Let'smotiv.
Mensuel et d'une pagination de 100p, Clutch est diffusé gratuitement à 30 000 exemplaires dans les lieux culturels et de sorties[réf. nécessaire].

## Histoire
Tout débute par le licenciement de la rédaction du magazine Let'smotiv au printemps 2012. Une partie de l'équipe décide de relancer un magazine, à sa sauce. Rapidement le projet prend forme et se structure sous la forme d'une société coopérative dénommée Éditions 138, en référence au 138e numéro de feu Let'smotiv à Toulouse qui ne paraîtra pas. Le premier numéro de Clutch paraît le 4 septembre 2012.
Le magazine concentre sa ligne éditoriale sur l'actualité culturelle de la métropole toulousaine avec une large place faite à la scène locale, à son émergence tout en se faisant le relais des initiatives tant institutionnelles qu'alternatives. Chaque numéro met en avant les créations d'un artiste local, en couverture et dans le portfolio du magazine. Pour chaque sortie d'un numéro, Clutch organise une soirée dans un lieu emblématique de Toulouse (un musée, une friche artistique, un jardin...). Surnommés les Clutcho, ces soirées sont transdisciplinaires et gratuites.
Clutch comme des dizaines de titres de presse culturelle locale en France comme Poly, Lylo, Novo, feu Cocazine... n'est pas considéré comme un média à part entière en raison du caractère gratuit de ses publications. En conséquence, il ne bénéficie d'aucune aide sectorielle de la part des pouvoirs publics. Cela s'est notamment révélé particulièrement impactant lors de la pandémie de Covid-19,.
Le magazine s'est aussi développé sur internet avec un site web Clutchmag.fr articulé autour d'un agenda en ligne et de contenus spécifiques, mais aussi les réseaux sociaux.